# Fosetil
El Fosetil-Al es un fungicida de amplio espectro, lo que significa que es efectivo contra una gran variedad de enfermedades causadas por hongos. Su ingrediente activo, el fosfonato, le confiere propiedades sistémicas, es decir, una vez aplicado a la planta, este compuesto es capaz de desplazarse a través de ella, llegando a las partes no tratadas directamente.

### Uso en agricultura
El Fosetil-Al se utiliza principalmente para prevenir y controlar enfermedades causadas por oomicetos, un grupo de protistas que afectan a numerosos cultivos. Algunas de las enfermedades más comunes que se combaten con este fungicida incluyen:
Mildiu: Una enfermedad que afecta a muchas plantas cultivadas, como la vid, la patata y la lechuga.
Phytophthora: Un género de oomicetos que causa pudriciones en raíces, tallos y frutos.
Pythium: Otro género de oomicetos que provoca damping-off (caída de plántulas) y pudriciones de raíces.

### Efectos en el control de plagas
El Fosetil-Al actúa de manera indirecta en el control de plagas. Su principal función es fortalecer las defensas naturales de la planta, induciendo la producción de compuestos que inhiben el crecimiento de los hongos patógenos. Al mejorar la salud de la planta, se hace más resistente a las infecciones, lo que reduce la necesidad de aplicar otros productos fitosanitarios.

### Ventajas del Fosetil-Al
Amplio espectro: Efectivo contra una gran variedad de enfermedades.
Sistémico: Se desplaza a través de la planta, ofreciendo una protección más completa.
Preventivo y curativo: Puede aplicarse tanto antes como después de la infección.
No fomenta la resistencia: A diferencia de otros fungicidas, no favorece la aparición de cepas fúngicas resistentes.

### Desventajas y consideraciones
Impacto ambiental: Aunque se considera menos tóxico que otros fungicidas, su uso debe realizarse de forma responsable para evitar la contaminación del suelo y del agua. El Fosetil-Al es una herramienta valiosa en la lucha contra las enfermedades fúngicas en los cultivos. Sin embargo, su uso debe ser evaluado cuidadosamente y aplicado de acuerdo con las recomendaciones del fabricante y las normativas locales.

## Páginas relacionadas
- Fungicidas